# أليس (الشر المقيم)
اليس هي شخصية خيالية في سلسلة أفلام الشر المقيم، التي بنيت بالأساس على سلسلة ألعاب تحمل نفس الاسم على الرغم من أنها ليسة شخصية فيها، وتضم السلسلة عدد من الشخصيات المستوحاة من اللعبة منهم: جيل فالنتين، كلير ريدفيلد، كارلوس الوليفيرا، كريس ريد فيلد، ليون كيندي، باري بورتون، ادا ونغ، البيرت ويسكر ونمسيس. قامت بدور أليس الممثلة ميلا جوفوفيتش، وهي الشخصية الرئيسية في جميع أفلام السلسلة، ومهمتها الأساسية القضاء على مؤسسة أمبريلا.

## الصناعة
أليس هي شخصية اساسية في السلسلة، على الرغم من أن كاتب الفيلم بول أندرسون اشار إلى أن أليس استند تلك المرأة القوية في سلسلة العاب الشر المقيم. أندرسون كان ينوي في البداية إلى الإشارة في السلسلة على ان الشخصية مستوحاة من اليس في مغامرات أليس في بلاد العجائب، ولكن هذه الفكرة لم تُتبع، على الرغم من السلسلة تحتوي على العديد من الإشارات على ذلك.

### خصائص الشخصية
كما هو مبين في السلسلة فان أليس تعاني من فقدان الذاكرة ولا تستطيع تذكر أي شي من طفولتها. أيضا هي الأكثر دراية حول الأوضاع المحيطة بها من غيرها في السلسلة، وبدى ذلك واضحا في الجزء الثاني من السلسلة حيث ظهرة اليس بشكل بارز وقوي عما كانت فيه في الجزء الأول. وفي الجزء الثالث صورت اليس على انها آلة للقتل، باستعمالها الاسلحة البيولوجية.

### الاسلحة
ظهرت في السلسلة أنواع متعددة من الاسلحة التي كانت بحوزت اليس.
ظهرت الاسلحة إم بي 5 وموسبيرج 500 وزوج من السكاكين، في الجزء الثاني من السلسلة.
وفي الجزء الرابع شوهدة اسلحة متنوعة أيضا منها: شتاير تي ام بي، وبندقية الصيد المزدوجة.

## اقرا أيضا
- سلسلة أفلام الشر المقيم
- قائمة شخصيات الشر المقيم

## روابط خارجية
- حساب اليس في IGN
- اليس - ريزدنت ايفل ويكي